# Synne Skouen
Synne Skouen, född 8 augusti 1950 i Oslo, är en norsk kompositör och skådespelare. Hon är dotter till regissören Arne Skouen och skådespelaren Kari Øksnevad.
Skouen spelade på 1960-talet i faderns filmer. Hon debuterade 1961 i Bussen och medverkade i sammanlagt sju filmer 1961–1967. Därefter studerade hon musik i Wien 1969–1973 samt för Finn Mortensen vid Norges musikkhøgskole, där hon tog examen 1976. Åren 1974–1985 var hon musikkritiker i Arbeiderbladet och 1977–1985 redaktör för musikktidskriften Ballade. Mellan 1993 och 1999 var hon musikchef vid NRK P2 och 1999–2001 musikchef vid NRK. Därutöver komponerade hon musiken till Festspillene i Nord-Norge 1990 och under Oslo Kammermusikkfestival 1991. Åren 2002–2006 var hon styrelseordförande i Norsk Komponistforening. Hon har skrivit musik för scen och film, verk för orkester, klaver, kör, opera med mera.
År 1983 erhöll hon Prix Italia tillsammans med Cecilie Løveid och Nicole Macé för radioproduktionen Måkespiserne.

## Filmografi
Roller
- 1961 – Bussen
- 1963 – Om Tilla
- 1964 – Pappa tar gull
- 1965 – Vaktpostene
- 1966 – Reisen til havet
- 1967 – Musikanter

Filmmusik
- 1975 – Formynderne